# Юнгфрау-Алеч (Світова спадщина ЮНЕСКО)
46°30′00″ пн. ш. 8°02′00″ сх. д. / 46.50000° пн. ш. 8.03333° сх. д.
Природоохоронна територія Юнгфрау-Алеч (офіційна назва ЮНЕСКО англ. Swiss Alps Jungfrau-Aletsch) розташована в південно-західній Швейцарії між кантонами Берн і Вале. Це гірський регіон у найсхіднішій частині Бернських Альп, що містить північні схили гірських вершин Юнгфрау та Айгер, та найбільшу територію, покриту льодовиками, у західній Євразії, включно з льодовиком Алеч. Юнгфрау-Алеч є першим природним об'єктом в Альпах, включеним до Світової Спадщини ЮНЕСКО, це відбулося 2001 року.

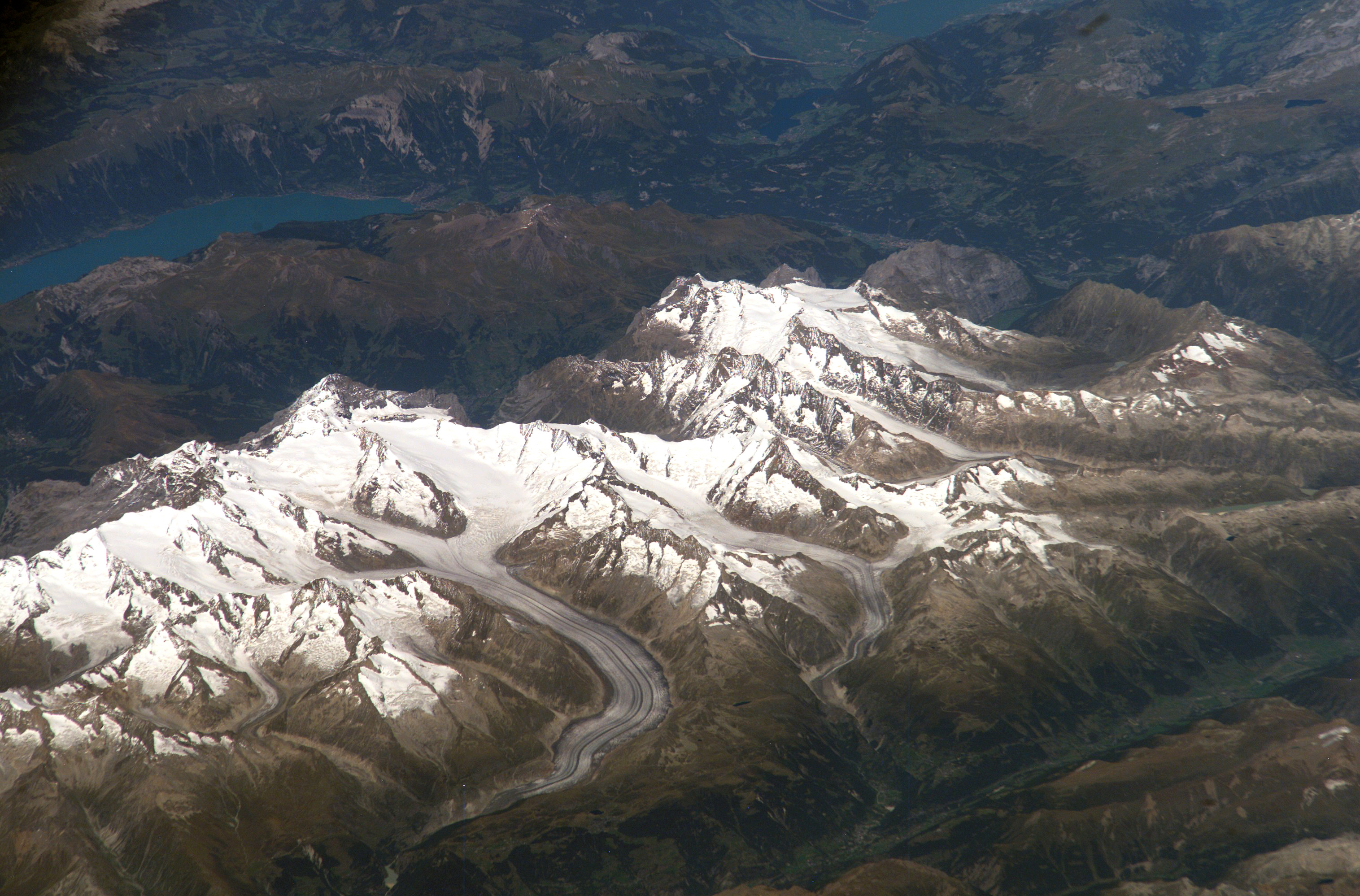
Юнгфрау-Алеч з космосу

## Географія і клімат
Юнгфрау-Алеч розташована у Швейцарських Альпах між Бернським високогір'ям (нім. Berner Oberland) та північно-східною частиною кантону Вале, бл. 25 км на південь від міста Інтерлакен та 20 км на північ від міста Бриг. Територія покриває весь Масив Аар від озера Оешінензее на заході до озера Грімзелзее (не включено) на сході, включно з басейнами льодовиків Алеч, Фішер, Унтераар, Обераар та Нижній і Верхній Грінделвальд.

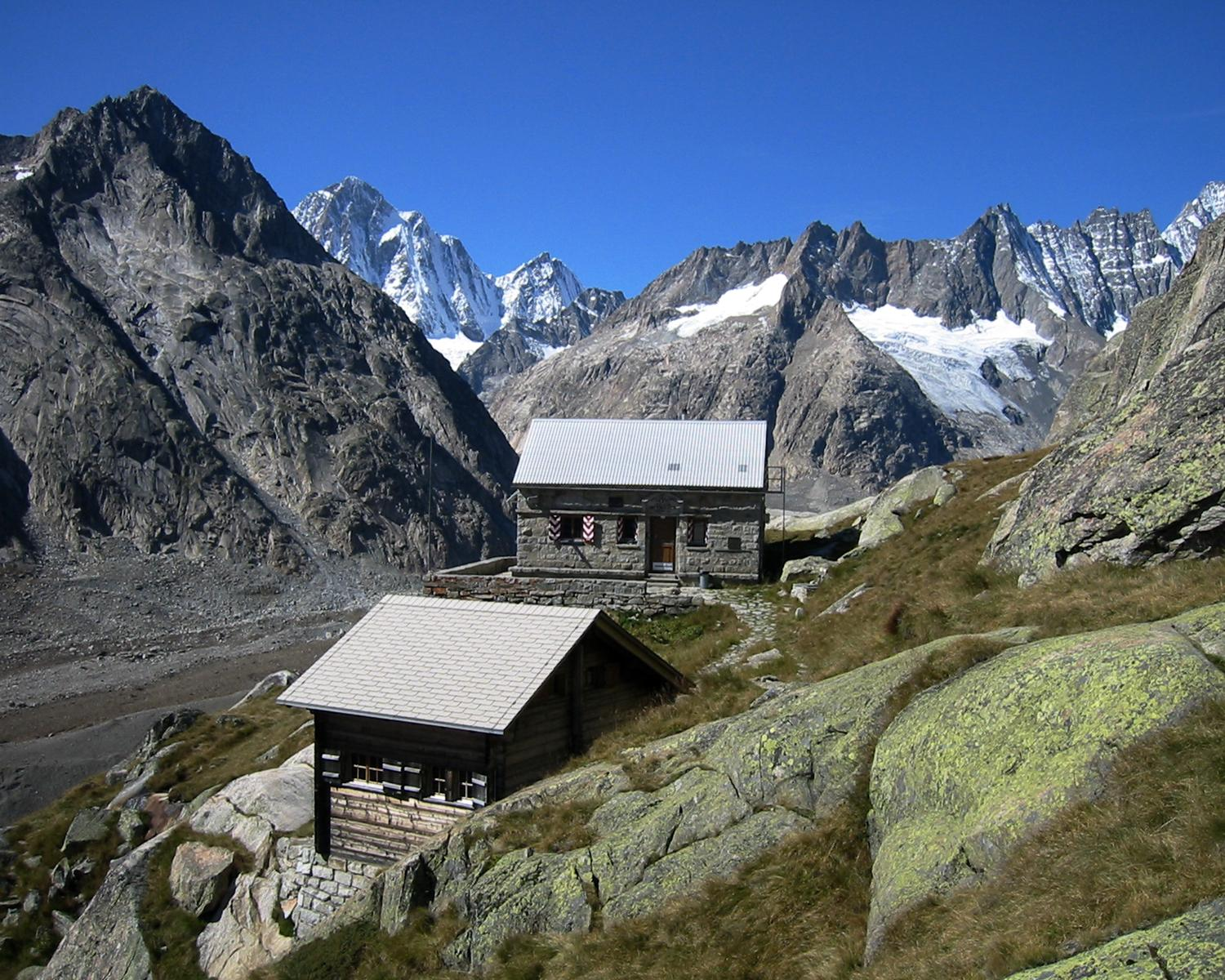
Долина льодовика Унтераар

Найвищою точкою є Фінстерааргорн (висота 4 270 метрів), який також й найвищою точкою Бернських Альп. На території розташовано також 8 інших чотиритисячники: Алечгорн, Юнгфрау, Менх, Шрекгорн, Великий Фішергорн, Задній Фішергорн, Ґрюнгорн та Лаутерааргорн.
Найвищий хребет поділяє кантони Вале і Берн та є основним вододілом Європи. Основні долини на північній стороні розташовані прямо на північ під 20-кілометровою північною стіною майже вертикальних схилів Юнгфрау, Мьонх та Айгер, і річки з них впадають в Ааре, притоку Рейна, який впадає в Північне море. Струмки південних долин стікають в долину річки Рона, яка має південно-західний напрямок, а сама річка впадає в Середземне море.
На клімат регіону сильно впливає висота гір, які формують бар'єр між вологим субокеанічним кліматом з півночі та сухішим кліматом південних схилів Вале. З північної сторони опади перевищують 2 200 мм за рік, більшість з яких випадає влітку, а на південній стороні вони становлять лише 1 000 мм, переважно взимку. В кантоні Вале на низьких і середніх висотах клімат субконтинентальний і відчутно напівпосушливий. Середня річна температура в діапазоні від −8.5 °C на Юнгфрауйох (3 500 м.н.м.) до 9.1 °C в м Бриг (700 м.н.м).

## Фізичні риси

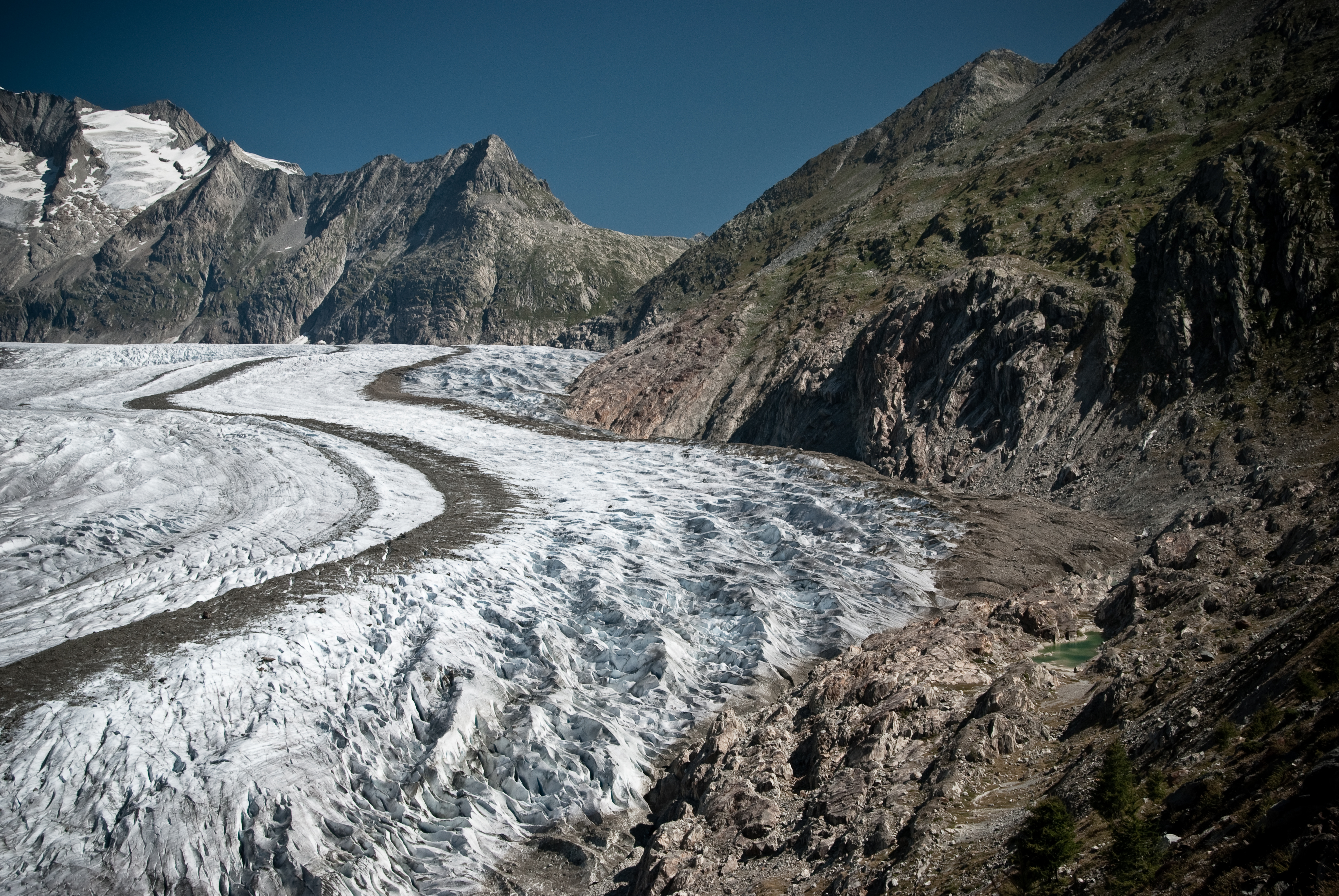
Льодовик Алеч

Юнгфрау-Алеч практично не торкнулася рука людини, за винятком туристичних шляхів та гірських притулків. Регіон значною мірою покритий льодовиками: близько половини території вище за 2 600 метрів, що лише на декілька сотень метрів нижче за кордон між льодовиковими зонами накопичення та абляції. Загальна територія, покрита льодовиками, становить 35 000 га і є найбільшою територією безперервного льоду в Альпах. Найбільший і найдовший льодовик в Альпах, Алеч має 23 км у довжину і товщину до одного кілометра на Конкордіаплац (Площа Злагоди) поряд з Юнгфрауйох.

### Площа
Територія, що охороняється, покриває 82 388 га, з яких 53 888 га включені до Світової спадщини ЮНЕСКО, та ще 28 500 га з обох боків. 56% площі в кантоні Вале, а 44% в кантоні Берн.

## Флора і фауна

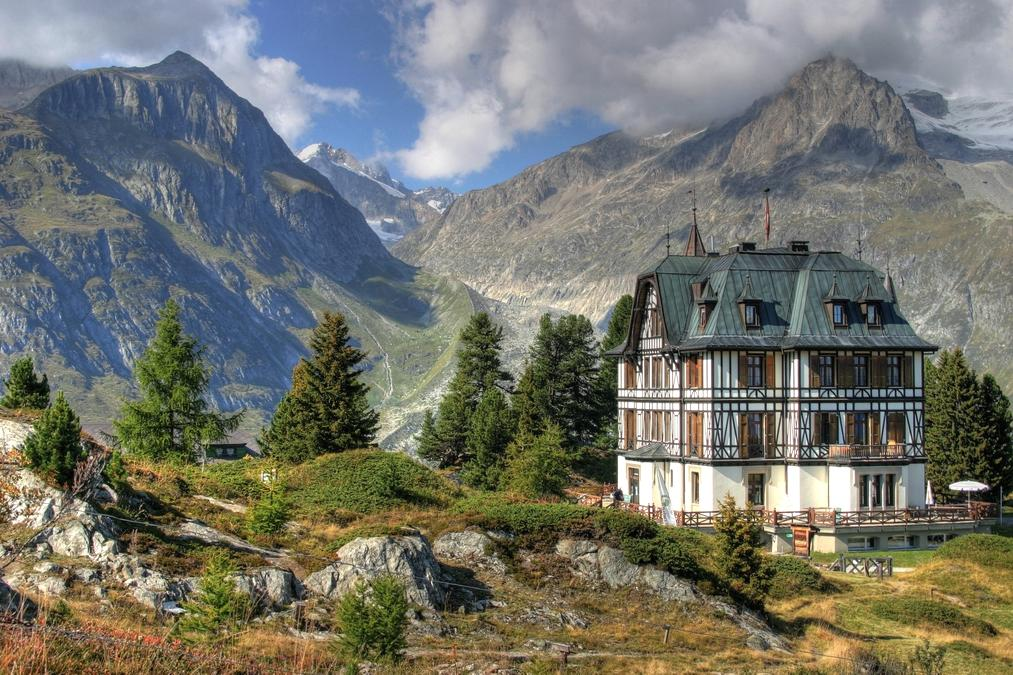
Лінія лісу в Алецькому лісі (Pro Natura centre)

Льодовики і голі скелі займають 80% території; ліси — 6%, 5,2% — альпійські долини, а 8% — чагарник. На розподіл та різноманітність рослин найбільший вплив справляє висота. На зазначеній території 1 800 видів судинних рослин та 700 мхів. Період вегетації з висотою зменшується, але понад лінією лісу є 529 видів насінних та судинно-спорових рослин. Широколистий гірський ліс розташований на висоті від 900 м до 1 300 м на північних схилах, а на південних схилах та сама зона на 200 м вище. Субальпійська зона розташована на висоті від 1 300 м до 2 000 м, між широколистою та альпійською зонами. Характерними видами є Сосна кедрова європейська (Pinus Cembra) та Ялина європейська (Picea abies) відповідно для північної та південної сторони. Прикладом соснового лісу є Алецький ліс довкола Алецького льодовика та близько лінії лісу. Він виник на після-льодовиковому ландшафті, який залишився після максимальної величини льодовика в 1850 році. Зона безпосередньо над лінією лісу утворює пояс з верхових боліт та альпійських галявин.

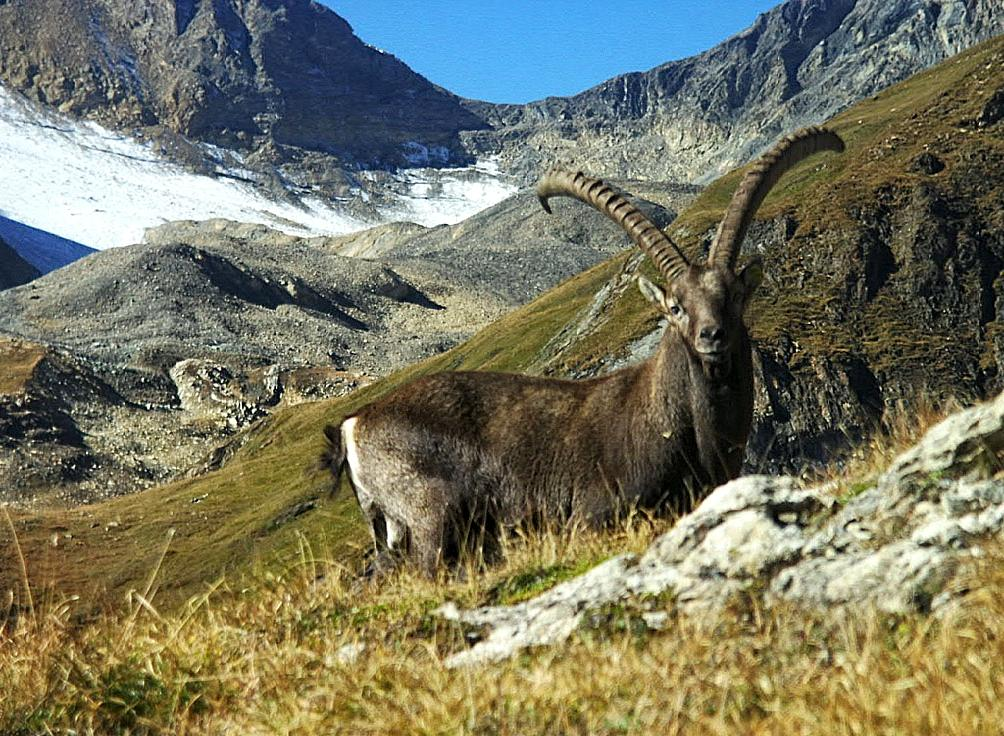
Козел альпійський

У Онгфрау-Алес було нараховано 1 250 видів фауни, в тому числі 271 хребетних: 42 ссавців, 99 птахів, 8 видів рептилій, 4 амфібій, 7 риб, 97 молюсків, плюс 979 комах. Як і для решти Альп, звичайними видами є козиця звичайна (Rupicapra rupicapra), козел альпійський (Capra ibex), олень благородний (Cervus elaphus). До менших ссавців відноситься заєць білий (Lepus timidus), Лисиця звичайна (Vulpes vulpes), горностай (Mustela erminea), бабак (Marmota marmota) та відновлена рись (Felis lynx).

## Туризм

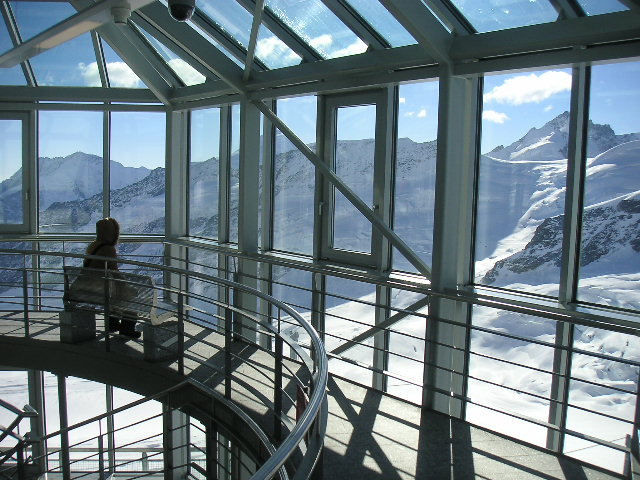
Юнгфрауйох

Регіони Бернського високогір'я та Вале ще з XIX сторіччя були популярними туристичними напрямками. Перше сходження на Юнгфрау відбулося в 1811 році, а на Фінстерааргорн — в 1812 році. Спочатку туристи приїздили переважно влітку, але в 1930-ті почала зростати популярність зимових видів спорту.
З північної сторони відвідувачі можуть дістатися території тільки залізницею Юнгфрау, що веде до Юнгфрауйох, яка перетворила надзвичайно недоступні гори в регіон, доступний для значної кількості місцевого населення. Залізниця Юнгфрау була збудована в період між 1870 та 1912 роками, та піднімає відвідувачів з Кляйне Шайдегг (перевал на висоті 2 061 м.н.м.) до Юнгфрауйох (3 454 м), сідловини між Мьонх та Юнгфрау.
З південної сторони, найбільша кількість відвідувачів в регіоні Рідеральп-Бетмеральп. Інші заселені райони на межі території — Кандерстег та долина Льошенталь. Довкола території є добре розвинена мережа туристичних маркованих шляхів, але всередині неї вони відсутні. Центр регіону недоступний для пішого туризму та може бути відвіданий лише досвідченими гірськими туристами-альпіністами. Для них облаштовано 37 притулків та 5 гірських прихистків загальною кількістю 1 582 койкомісць, якими оперує Swiss Alpine Club. Алецький екологічний центр у Рідеральп управляється Pro Natura і функціонує як центр для відвідувачів.

## Історія
- 1933: Кантон Вале оголошує захист Алецьких лісів
- 1960: Кантон Берн оголошує захист верхньої частини долини Лаутербруннен
- 1983: Бернські Альпи були включені до Федерального Реєстру Ландшафтів та Природних Пам'яток Швейцарії (уточнено в 1998 р.)
- 2001: Територія включена до Світової Спадщини ЮНЕСКО під назвою Jungfrau-Aletsch-Bietschhorn (Юнгфрау-Алеч-Бічхорн)
- 2007: Обсяг території, включеної до Світової Спадщини ЮНЕСКО збільшено і перейменовано на Swiss Alps Jungfrau-Aletsch